# Перевальный (приток Кокпелы)
Перевальный — река в Шурышкарском районе Ямало-Ненецкого АО. Исток реки находится у перевала Кокпельский (325 м), устье — в 31 км по левому берегу реки Кокпела. Длина реки составляет 11 км.

## Данные водного реестра
По данным государственного водного реестра России относится к Нижнеобскому бассейновому округу, водохозяйственный участок реки — Обь от впадения реки Северная Сосьва до города Салехард, речной подбассейн реки — бассейны притоков Оби ниже впадения Северной Сосьвы. Речной бассейн реки — (Нижняя) Обь от впадения Иртыша.
Код объекта в государственном водном реестре — 15020300112115300030954.